# Prometopidia
Prometopidia är ett släkte av fjärilar. Prometopidia ingår i familjen mätare.
Kladogram enligt Catalogue of Life:
| Prometopidia | \| \| Prometopidia arenosa \| \| \| \| \| \| Prometopidia conisaria \| \| \| \| |
|              | \| \| Prometopidia arenosa \| \| \| \| \| \| Prometopidia conisaria \| \| \| \| |
|              | Prometopidia arenosa                                                            |
|              |                                                                                 |
|              | Prometopidia conisaria                                                          |
|              |                                                                                 |